# Vandenbrandeïta
La vandenbrandeïta és un mineral de la classe dels òxids. Va ser anomenada en honor de Pierre Van den Brande (1896-1957), geòleg belga que va descobrir el dipòsit Kalongwe, on es va descobrir aquesta espècie mineral.

## Característiques
La vandenbrandeïta és un òxid de fórmula química Cu(UO₂)(OH)₄. Cristal·litza en el sistema triclínic. Els seus cristalls, aplanats en {001}, poden tenir forma de llistons o ser arrodonits, de fins a 0,5 cm; també es pot trobar en agregats paral·lels, lamel·lars, escatosos o de forma massiva. La seva duresa a l'escala de Mohs és 4.
Segons la classificació de Nickel-Strunz la vandenbrandeïta pertany a «04.GB - Uranils hidròxids, amb cations addicionals (K, Ca, Ba, Pb, etc.); principalment amb poliedres pentagonals UO₂(O,OH)₅» juntament amb els següents minerals: agrinierita, compreignacita, rameauita, becquerelita, bil·lietita, protasita, richetita, bauranoïta, calciouranoïta, metacalciouranoïta, fourmarierita, wölsendorfita, masuyita, metavandendriesscheïta, vandendriesscheïta, sayrita, curita, iriginita, uranosferita i holfertita.

## Formació i jaciments
La vadenbrandeïta és un mineral secundari estrany que es forma a la zona d'òxidació de dipòsits d'urani hidrotermals que continguin coure. Va ser descoberta al dipòsit Kalongwe, a Katanga (República Democràtica del Congo). També ha estat descrita a altres indrets de la República Democràtica del Congo, a la República Txeca, França i el Regne Unit.